# Saison 2001-2002 du Standard Fémina de Liège
Cet article traite de la saison 2001-2002 du Standard Fémina de Liège.
Six ans après son dernier titre (1994), le Standard Fémina de Liège va vivre, à nouveau, une saison de transition. Celle-ci se terminera sur une troisième place bien loin des deux premiers: à 14 points du champion (VC Dames Eendracht Alost) et à 10 points du deuxième (KFC Rapide Wezemaal). Le parcours en Coupe de Belgique sera un peu plus glorieux: une demi-finale avec, toutefois, deux lourdes défaites face au futur vainqueur, le VC Dames Eendracht Alost.

## Faits marquants
- Le Standard Fémina de Liège débute bien sa 22e saison consécutive en D1: 12 points sur 12 avec un score-fleuve en déplacement (0-11 au FCF Braine-Rebecq) et une victoire de prestige (2-0) contre le RSC Anderlecht.
- La 5e journée et la 6e journée marque un premier tournant: deux défaites, l'une très nette (7-1 au KFC Rapide Wezemaal) et l'autre à domicile (1-2) face au VC Dames Eendracht Alost.
- Jusqu'à la trêve, le Standard Fémina de Liège l'emportera à cinq reprises, subira une grosse défaite (4-0 à Eva's Kumtich) et laissera des plumes à domicile (2 nuls).
- À la reprise, les Liégeoises reviennent dans le coup avec une belle victoire (0-5) au RSC Anderlecht.
- Mais comme lors du 1er tour, les rencontres face à KFC Rapide Wezemaal et au VC Dames Eendracht Alost sonnent le glas des espoirs liégeois: une défaite à domicile (0-1) et une lourde défaite (7-0).
- Le Standard Fémina de Liège se reprend pour bien terminer sa saison : 24 points sur 24 et le club liégeois de prendre finalement la 3e place.

## Équipements
| Marque          | Adidas                     |
| Sponsor maillot | I.I.S Belgium (entreprise) |
| domicile        | extérieur                  |

## Staff Technique
| Fonction                | Nom             | Nationalité | Au club depuis |
| ----------------------- | --------------- | ----------- | -------------- |
| Entraineur principal    | Freddy Debarsy  | Belgique    |                |
| Entraineur des gardiens | Dany Decroupet  | Belgique    | 1997           |
| Directeur sportif       | Fery Ferraguzzi | Italie      | 1980           |

## Effectif
|                      |          |      |                      |  |  |  |
| Delphine Barbason    | Belgique | 1994 | Formée au club       |  |  |  |
| Cécile Carnol        | Belgique | 1994 |                      |  |  |  |
| Sophie Daniels       | Belgique | 1993 |                      |  |  |  |
| Véronique Davister   | Belgique | 1977 | Formée au club       |  |  |  |
| Anja Devos           | Belgique | 1996 |                      |  |  |  |
| Isabelle Ebhodaghe   | Belgique | 1997 | DV Borgloon          |  |  |  |
| Marjory Guiset       | Belgique | 1993 | Formée au club       |  |  |  |
| Liesbeth Hemelsoet   | Belgique | 1998 |                      |  |  |  |
| Fabienne Henrard     | Belgique | 1993 |                      |  |  |  |
| Cécile Ibanez        | Belgique | 1996 | Formée au club       |  |  |  |
| Karin Lucas          | Belgique | 2000 |                      |  |  |  |
| Stéphanie Maes       | Belgique | 1990 |                      |  |  |  |
| Karen Peeters        | Belgique | 2000 |                      |  |  |  |
| Martine Peeters      | Belgique | 1982 | Formée au club       |  |  |  |
| Nathalie Schrymecker | Belgique | 1986 |                      |  |  |  |
| Tina Scorsone        | Belgique | 2001 | Hewian Girls Lanaken |  |  |  |
| Sandra Vanhalewijk   | Belgique | 2001 |                      |  |  |  |
| Fery Ferraguzzi      | Italie   | 1980 | Lazio Rome (Italie)  |  |  |  |

## Les résultats

### Classement final
Le Standard Fémina de Liège termine 3e avec 18 victoires, 2 nuls, 6 défaites avec 78 buts marqués et 34 encaissés.

### Championnat de Belgique
| Journée | Date                            | Club visité              | Club visiteur            | Score  |
| ------- | ------------------------------- | ------------------------ | ------------------------ | ------ |
| 1       | 25/08/2001                      | KFC Lentezon Beerse      | Standard Fémina de Liège | 3 - 4  |
| 2       | 01/09/2001                      | Standard Fémina de Liège | DVC Zuid-West Vlaanderen | 2 - 1  |
| 3       | 08/09/2001                      | FCF Braine-Rebecq        | Standard Fémina de Liège | 0 - 11 |
| 4       | 15/09/2001                      | Standard Fémina de Liège | RSC Anderlecht           | 2 - 0  |
| 5       | 22/09/2001                      | KFC Rapide Wezemaal      | Standard Fémina de Liège | 7 - 1  |
| 6       | 29/09/2001                      | Standard Fémina de Liège | VC Dames Eendracht Alost | 1 - 2  |
| 7       | 06/10/2001                      | Standard Fémina de Liège | Oud-Heverlee Louvain     | 5 - 1  |
| 8       | 13/10/2001                      | SKOG Ostende             | Standard Fémina de Liège | 0 - 1  |
| 9       | 20/10/2001                      | Standard Fémina de Liège | SK Alost                 | 1 - 1  |
| 10      | 10/11/2001                      | Hewian Girls Lanaken     | Standard Fémina de Liège | 0 - 5  |
| 11      | 01/12/2001                      | Standard Fémina de Liège | Sinaai Girls             | 0 - 0  |
| 12      | 08/12/2001                      | Eva's Kumtich            | Standard Fémina de Liège | 4 - 0  |
| 13      | 15/12/2001                      | Standard Fémina de Liège | Miecroob Veltem          | 4 - 0  |
| 14      | 22/12/2001 (Joué le 16/02/2002) | Standard Fémina de Liège | KFC Lentezon Beerse      | 3 - 0  |
| 15      | 12/01/2002                      | DVC Zuid-West Vlaanderen | Standard Fémina de Liège | 2 - 1  |
| 16      | 19/01/2002                      | Standard Fémina de Liège | FCF Braine-Rebecq        | 8 - 2  |
| 17      | 26/01/2002                      | RSC Anderlecht           | Standard Fémina de Liège | 0 - 5  |
| 18      | 02/02/2002                      | Standard Fémina de Liège | KFC Rapide Wezemaal      | 0 – 1  |
| 19      | 09/02/2002                      | VC Dames Eendracht Alost | Standard Fémina de Liège | 7 - 0  |
| 20      | 23/02/2002                      | Oud-Heverlee Louvain     | Standard Fémina de Liège | 0 - 4  |
| 21      | 09/03/2002                      | Standard Fémina de Liège | SKOG Ostende             | 2 - 0  |
| 22      | 16/03/2002                      | SK Alost                 | Standard Fémina de Liège | 2 - 3  |
| 23      | 13/04/2002                      | Standard Fémina de Liège | Hewian Girls Lanaken     | 3 - 1  |
| 24      | 27/04/2002                      | Sinaai Girls             | Standard Fémina de Liège | 0 - 2  |
| 25      | 04/05/2002                      | Standard Fémina de Liège | Eva's Kumtich            | 4 - 0  |
| 26      | 11/05/2002                      | Miecroob Veltem          | Standard Fémina de Liège | 1 - 5  |

### Coupe de Belgique
| Tour       | Date | Club visité              | Club visiteur            | Score  |
| ---------- | ---- | ------------------------ | ------------------------ | ------ |
| 1/16       |      | Hewian Girls Lanaken     | Standard Fémina de Liège | 0 – 4  |
| 1/8        |      | Standard Fémina de Liège | FCF Braine-Rebecq        | 12 – 1 |
| 1/4        |      | Dames VK Egem (D2)       | Standard Fémina de Liège | 1 – 3  |
| 1/2 aller  |      | Standard Fémina de Liège | VC Dames Eendracht Alost | 0 – 3  |
| 1/2 retour |      | VC Dames Eendracht Alost | Standard Fémina de Liège | 5 – 1  |

## Buteuses
- 31 buts : Cécile Carnol
- 24 buts : Isabelle Ebhodaghe
- 5  buts : Liesbeth Hemelsoet
- 4  buts : Nathalie Schrymecker
- 2  buts : Cécile Ibanez, Tina Scorsone, Karen Peeters, Véronique Davister
- 1  but : Anja Devos, Delphine Barbason, Fery Ferraguzzi

## Statistiques
- Cécile Carnol et Isabelle Ebhodaghe terminent respectivement 2e et 4e du classement national des meilleures buteuses.